# Jūrmala
Jūrmala (németül: Riga-Strand) üdülőváros, Lettország ötödik legnagyobb városa. Elnevezésének jelentése tengerpart, amelyet a lett „jūra” (jelentése: tenger) és „mala” (jelentése: él vagy szél) szavakból kapta.

## Fekvése
Jūrmala Rigától 25 km-re nyugatra, a Rigai-öböl és a Lielupe folyó között található. Jūrmala különböző falvak összességét foglalja magába, amelyek a tengerpart mintegy 30–35 kilométeres sávjában találhatók. Ezek többek között Ķemeri, Jaunķemeri, Sloka, Kauguri, Vaivari, Asari, Melluži, Pumpuri, Jaundubulti, Dubulti, Majori, Dzintari, Bulduri és Lielupe.
Hosszú fehér tengerpartja miatt népszerű idegenforgalmi központ. A Livu Aquapark észak-Európa egyik legnagyobb vízi élményparkja. A Ķemeri Nemzeti Park az ország harmadik legnagyobb nemzeti parkja, amelyet a fotósok az ország legjobbjai közé sorolnak napkelte, vagy napnyugta képek készítése során. A város közepén található Dzintari Erdei Park kiterjedt fenyőtelepekkel rendelkezik, egy korcsolyaparkot, több játszóteret, kosárlabdapályát és egy 33,5 méter magas udvarfalat foglal magába.

## Sportélete
2012-ben Jūrmala volt a téli úszás világbajnokságának házigazdája. A Majori tengerpart 2800 férőhelyes stadionjában rendezték 2017-ben az Európai Strandröplaba-bajnokságot.
Labdarúgó-csapata, az FK Spartaks 2016-ban és 2017-ben megnyerte a nemzeti labdarúgó-bajnokságot.
2019-től a WTA által szervezett International kategóriájú nemzetközi női tenisztorna házigazdája.

## Híres személyek
- itt született Daina Šveica (1939) négyszeres Európa-bajnok evezős, a kémiai tudományok doktora

## Jūrmala testvérvárosai
- Bornholm, Dánia
- Moszkva Délnyugati körzete, Oroszország
- Eskilstuna, Svédország
- Gävle, Svédország
- Cabourg, Franciaország
- Kazány, Oroszország (Tatársztán)
- Jakobstad Pietarsaari, Finnország
- Palanga, Litvánia
- Szentpétervár-Admiralitás kerület, Oroszország
- Pärnu, Észtország
- Terracina, Olaszország